# Brindisi
Brindisi je italské přístavní město v oblasti Apulie, hlavní město stejnojmenné provincie. Tento jadranský přístav byl dočasným hlavním městem Italského království ve válečných letech 1943–44; dnes slouží mj. jako základna sil NATO a hlavní distribuční místo OSN, která odtud rozváží pomoc do okolních prostorů (Afrika, Blízký východ atd.).
V roce 2014 tu žilo 88 667 obyvatel, což činí Brindisi 5. nejlidnatějším městem celé Apulie (po Bari, Tarentu, Foggii a Lecce).

## Historie

### Starověk
Založení města se připisovalo různým polomýtickým postavám, například Diomedovi nebo Thesseovi, protože se o počátcích nevědělo nic určitého. Moderními archeologickými vykopávkami bylo dokázáno, že lidské osídlení tu existovalo již ve střední době bronzové (16. stol. př. n .l.); našly se např. pozůstatky mykénské keramiky. Zajímavé je, že Hérodotos připisoval založení zdejší kolonie a přístavu právě Mykénám. V rámci tzv. Velkého Řecka tak patřila řecká osada Brentesion (Βρεντήσιον) k těm vůbec nejstarobylejším.
Roku 267 př. n. l. Brentesion dobyli Římané; od roku 244 př. n. l. se pak stalo římskou kolonií Brundisium, obdařenou městským právem. Ve druhé punské válce proti Hannibalovi stálo město na římské straně a rychle vzkvétalo, protože odtud bylo nejčastější lodní spojení do Řecka. Hlavní římská veřejná silnice Via Appia byla už ve 2. století př. n. l. prodloužena z Capuy do brindiského přístavu. (Dva kamenné sloupy vyznačující konec této cesty na mořském pobřeží se dostaly i do městského znaku.) Když zde roku 49 př. n. l. Pompeius shromažďoval loďstvo, snažil se mu v tom Caesar marně zabránit. Roku 19 př. n. l. snad ve zdejším přístavu zemřel básník Vergilius po návratu z Řecka.

### Středověk a novověk
Význam přístavu se udržel i do středověku, za Justiniána I. patřil Byzanci, později Saracénům (836–868), Langobardům a Normanům. Roku 1228 odtud na 6. křížovou výpravu vyplul císař Fridrich II. Štaufský, který po návratu nechal město znovu opevnit a vystavěl zde i městský hrad (Castello svevo, „Švábský hrad“). Od roku 1282 Brindisi bylo jedním z měst Neapolského království, s nímž sdílelo osudy více než půl tisíciletí. Roku 1348 postihla město morová rána a zároveň je i vyplenil uherský král Ludvík I. Veliký, což o 35 let později ještě ničivěji zopakoval francouzský princ Ludvík I. z Anjou (synovec českého krále Karla IV.), ucházející se o neapolské dědictví. Roku 1456 zemětřesení zcela zničilo místní stavby a město tak muselo být postupně vybudováno znovu.
V letech 1496–1509 patřilo Brindisi krátce Benátčanům; poté však na staletí spadalo spolu s celým Neapolským královstvím do rámce Španělské říše. Během války o španělské dědictví připadlo město Habsburské říši (1707–1734), která jej zase ve válce o polské následnictví ztratila ve prospěch Španělska, resp. španělskou sekundogeniturou ovládaného Neapolského království.
Během 18. století procházelo město zřetelným úpadkem, způsobeným také tím, že přístav a kanál k otevřenému moři byly zaneseny naplaveninami. Král Ferdinand IV. proto rozhodl roku 1775 o velkorysé přestavbě města a zejména přístavu, jenž byl nově prohlouben a opevněn, aby kromě obchodu mohl sloužit i jako vojenská základna. Později, roku 1845, bylo město pro povzbuzení obchodu navíc vyhlášeno svobodným přístavem.
S epizodickou výjimkou Parthenopské republiky (1799) a napoleonských válek (1806–15) zůstalo již Brindisi součástí Neapolského království i následného Království obojí Sicílie až do sjednocení Itálie (1860/61).

## Sousední obce
Carovigno, Cellino San Marco, Latiano, Mesagne, San Donaci, San Pietro Vernotico, San Vito dei Normanni

## Osobnosti
- Flavia Pennettaová (* 1982), tenistka
- Leucius z Brindisi († 180), první biskup Brindisi, žijící ve 2. století
- Vavřinec z Brindisi (1559–1619), římskokatolický kněz a člen řádu menších bratří kapucínů

## Partnerská města
- Korfu, Řecko
- Patras, Řecko
- Drač, Albánie
- Lushnjë, Albánie
- Galați, Rumunsko
- Zonguldak, Turecko